# Richard Garfield

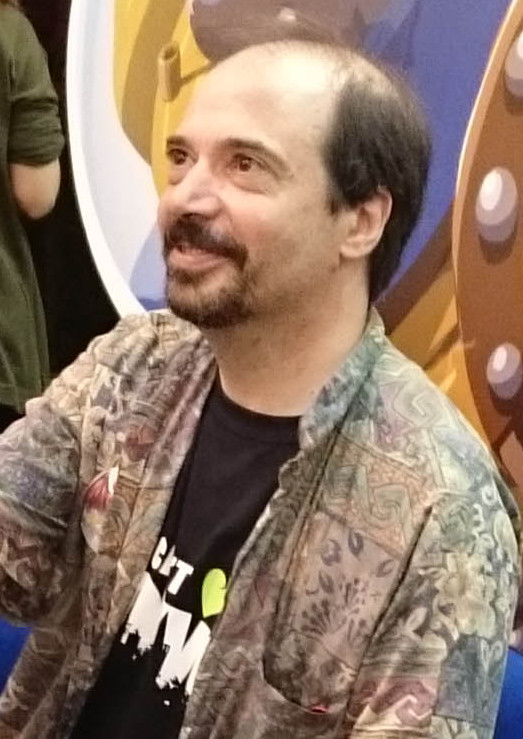
Richard Garfield, 2014

Richard Channing Garfield, Jr. (* 26. Juni 1963 in Philadelphia) ist ein US-amerikanischer Spieleentwickler; seine bekannteste Schöpfung ist das erste Sammelkartenspiel Magic: The Gathering.

## Biografie
Garfield studierte Mathematik und beendete das Studium 1985 mit dem Bachelor of Science. Er blieb in der Folge im universitären Betrieb und beschäftigte sich mit computergestützter Mathematik und der Kombinatorik. Für die Arbeit On the Residue Classes of Combinatorial Families of Numbers wurde ihm 1993 von der Universität Philadelphia der Grad des Dr. phil. verliehen.
Bereits während seiner Jugend entwickelte Garfield Spiele. Sein erstes, später kommerziell veröffentlichtes Spiel Robo Rally schuf er 1983, das jedoch erst 1991 mit Wizards of the Coast einen Verlag fand und erst 1994 veröffentlicht wurde. Im Rahmen dieses Vertragsabschlusses kam Garfield auf die Idee zu Magic: The Gathering. Als dieses 1993 veröffentlicht wurde, wurde Garfield Vollzeit-Spieleentwickler.
1998 wurde Garfield in die Hall of Fame des Origins Award aufgenommen.

## Garfields Spieleentwicklungen
- 1993: Magic: The Gathering, Sammelkartenspiel
- 1994: Robo Rally, Brettspiel
- 1994: Vampire: The Eternal Struggle, Sammelkartenspiel
- 1995: Der Große Dalmuti (The Great Dalmuti), Kartenspiel
- 1996: Netrunner, Sammelkartenspiel
- 1996: BattleTech CCG, Sammelkartenspiel
- 1997: Dilbert: Corporate Shuffle, Kartenspiel
- 1998: What Were You Thinking?, Brettspiel
- 1998: Filthy Rich, Brettspiel
- 1998: Twitch, Kartenspiel
- 2002: Star Wars Trading Card Game, Sammelkartenspiel
- 2006: Pecking Order, Brettspiel
- 2006: Rocketville, Brettspiel
- 2007: Stonehenge, Brettspiel (mit Bruno Faidutti, James Ernest, Mike Selinker, Richard Borg)
- 2008: Spectromancer, Online-Kartenspiel
- 2008: Schizoid, Videospiel
- 2011: King of Tokyo, Brettspiel – Niederländischer Spielepreis 2013
- 2011: Kard Combat, iOS Spiel
- 2012: SolForge, Online-Sammelkartenspiel (in Kooperation mit Gary Games, mittlerweile Stoneblade Entertainment)
- 2012: Android: Netrunner, Living Card Game (nicht direkt beteiligt, das Spiel basiert auf Garfields Netrunner)
- 2013: Ghooost, Kartenspiel
- 2014: King of New York, Brettspiel; basiert auf King of Tokyo
- 2015: SchatzJäger, Brettspiel
- 2016: Robo Rally (Überarbeitung), Brettspiel
- 2016: Gierige Goblins
- 2017: Bunny Kingdom
- 2018: Artifact (mit Valve Corporation)
- 2018: Keyforge
- 2018: KeyForge: Call of the Archons, Sammelkartenspiel
- 2019: Carnival of Monsters
- 2021: Mindbug, Kartenspiel
- 2022: Dungeons, Dice & Danger
- 2022: King of Monster Island